# 권장 노출 한계
권장 노출 한계(Recommended exposure limit, REL)는 미국 미국 국립 직업안전위생연구소에서 권고하는 직업 노출 한계이다. REL은 NIOSH가 작업 수명 동안 작업자 안전 및 건강을 보호할 수 있다고 믿는 수준으로, 엔지니어링 및 작업 관행 통제, 노출 및 의료 모니터링, 위험 게시 및 라벨링, 작업자 훈련 및 개인 보호 장비와 함께 사용된다. 이러한 권고를 수립하기 위해 NIOSH는 알려진 모든 가용 의학, 생물학, 공학, 화학, 무역 및 기타 정보를 평가한다. 법적으로 강제할 수는 없지만, REL은 미국 노동부의 미국 산업안전보건청(OSHA) 또는 광산 안전보건청(MSHA)에 전달되어 법적 기준을 공포하는 데 사용된다.
모든 REL은 NIOSH 포켓 가이드 화학 물질 위험물에 677가지 화학 물질 또는 물질 그룹에 대한 기타 주요 데이터와 함께 수록되어 있다. 포켓 가이드는 작업자, 고용주 및 산업 보건 전문가를 위한 일반적인 산업 위생 정보 출처이다.
NIOSH 권고는 다음을 포함한 다양한 문서로도 발행된다.
- 기준 문서 – 직장 노출 한계와 유해한 건강 영향 및 우발적 부상을 줄이거나 제거하기 위한 적절한 예방 조치를 권고한다.
- 현행 정보 게시판(CIB) – 직업적 위험에 대한 새로운 과학적 정보를 공유하며, 이전에 인식되지 않았던 위험을 강조하거나, 알려진 위험에 대한 새로운 데이터를 보고하거나, 위험 통제에 대한 정보를 제시한다.
- 경고, 특별 위험 검토, 직업적 위험 평가 및 기술 지침 – 주어진 물질 또는 위험과 관련된 안전 및 건강 문제를 평가하고 적절한 통제 및 감시 방법을 권고한다. 이러한 문서는 보다 포괄적인 기준 문서를 대체하기 위한 것은 아니지만, OSHA 및 MSHA가 규제를 수립하는 데 도움을 주기 위해 작성된다.[1]

이러한 출판물 외에도 NIOSH는 주기적으로 다양한 의회 위원회 및 OSHA 및 MSHA 규칙 제정 청문회에서 증언을 제출한다.

## NIOSH 권장 노출 한계 이해 및 적용
미국 국립 직업안전위생연구소(NIOSH) REL은 안전한 노출 수준을 권고하여 작업자의 건강과 복지를 보호하도록 설계되었다. 이러한 지침을 제대로 활용하려면 안전 전문가는 권장 노출 수준, 측정 방법, 그리고 작업자가 유해 물질에 노출되지 않도록 하는 방법을 이해해야 한다. 단순히 숫자를 아는 것뿐만 아니라, 정기적으로 확인하고 필요에 따라 변경하여 모든 사람을 안전하게 유지하는 것도 중요하다.
REL은 시간 가중 평균(TWA) 노출로 작성된다. 이 TWA는 40시간 근무 주간에 최대 10시간의 표준 근무일에 대해 계산된다. 이는 40시간 근무 주간에 8시간으로 계산되는 허용 노출 한계(PEL)와 약간 다르다. NIOSH는 특정 시나리오에서 즉각적인 주의가 필요하다는 것을 인식하고 추가 조치를 도입했다. 때로는 하루 종일이 아니라 짧은 시간 동안 많은 물질에 노출될 수 있으므로, 특정 15분 기간 내에 절대 초과해서는 안 되는 물질 농도를 의미하는 단기 노출 한계(STEL)를 설정했다. 또한 천장 한계(C)도 있다. 이는 잠시라도 노출되어서는 안 되는 물질이다. 이러한 지침은 균형을 맞추는 것을 목표로 한다. 즉, 작업장에서 비효율적으로 만들지 않고 작업자를 해로부터 안전하게 지키는 것이다. OSHA가 정한 허용 노출 한계 또는 PEL과는 달리 REL은 단지 지침일 뿐이며 법적으로 강제할 수 없다. 고용주는 책임을 지지 않지만, 직장에서 이를 시행하려고 노력할 수 있다. 이러한 지침은 직장 안전에 매우 중요하다. REL은 PEL에 비해 더 자주 개정되며, OSHA가 정한 PEL보다 더 엄격한 경향이 있다. REL에 내재된 엄격함은 직업 보건 분야의 최신 과학적 이해 및 발전과 일치한다. 이는 작업자 안전에 대한 지식을 우선시한다.